# Saison 12 des Mystères de l'amour
Chronologie
Saison 11 Saison 13
La douzième saison des Mystères de l'amour, série télévisée française créée par Jean-François Porry, est diffusée sur la chaîne TMC du 12 mars 2016 au 19 juin 2016.

## Distribution

### Acteurs principaux (dans l'ordre d'apparition au générique)
- Hélène Rollès : Hélène Watson
- Patrick Puydebat : Nicolas Vernier
- Serge Gisquière : Peter Watson
- Laure Guibert : Bénédicte Breton
- Philippe Vasseur : José Da Silva
- Laly Meignan : Laly Polleï
- Richard Pigois : John Greyson
- Sébastien Roch : Christian Roquier
- Marion Huguenin : Chloé Girard
- Macha Polikarpova : Olga Poliarva
- Lakshan Abenayake : Rudy Ayake
- Tom Schacht : Jimmy Werner
- Magali Semetys : Marie Dumont
- Audrey Moore : Audrey McAllister
- Cathy Andrieu : Cathy

### Acteurs récurrents
- Valentin Byls : Nicky McAllister
- Manon Schraen : Léa Werner
- Sowan Laube : Erwan Watson
- Maéva El Aroussi : Gwen Watson
- Angèle Vivier : Aurélie
- Théo Phan : Yann Gaubert
- Elliot Delage : Julien
- Jean-Baptiste Sagory : Sylvain
- Frédéric Attard : Anthony
- Marie-Céline : Ophélie
- Marjorie Bourgeois : Stéphanie
- Raphael Hidrot : Elvis/Jean-Pierre
- Jean-Marie Rollin : Jean-Marc
- Fabrice Josso : Etienne Varlier
- Antoine Michel : Adrien Nabette
- Ambre Rochard : Mélanie
- Jérémy Wulc : Jérémy Sibert
- Charlotte Augier : Lisa
- Tony Mazari : Hugo
- Julie Chevallier : Béatrice
- Tabaré Dutto-Canto : David
- Michel Robbe : Jean-Paul Lambert
- François Nambot : Bernie Cazeneuve
- Jean-Luc Voyeux : Guéant (Épisode 26)

### Acteurs invités
- Rochelle Redfield : Johanna McCormick

## Liste des épisodes
1. Un mois après
2. Déraisonnables
3. Le refus
4. Le combat
5. Doutes et séquestration
6. La famille
7. Disparitions mystérieuses
8. Un futur incertain
9. La nuit de tous les dangers
10. Un amour si violent
11. Incertitudes
12. Nuit câline
13. Lourdes présemptions
14. Preuves et soupçons
15. Dramatiques remords
16. In extremis
17. Surprenants aveux
18. Pas si méchant
19. Pièges en tous genres
20. Histoires d’enfants
21. Croisements dangereux
22. Doubles rebondissements
23. Retours aux sources
24. Coup du sort
25. Blessures et guérisons
26. Le passé effacé